# Electric Déjà-Vu
Electric Déjà-Vu è il quattordicesimo album in studio del gruppo musicale italiano Punkreas, pubblicato il 31 marzo 2023.
Contiene 10 brani inediti, fra cui i singoli Le Mani In Alto e Tempi Distorti pubblicati nei primi mesi del 2023, più la versione in elettrico del brano Il Prossimo Show, precedentemente pubblicato in acustico nel 2021.
Il 26 aprile 2024 esce la versione deluxe del disco, ribattezzata Electric Déjà-Vu (Reloaded).

## Descrizione
Il 27 gennaio 2023 viene pubblicato in streaming e in download digitale il primo singolo estratto dall'album, Le Mani In Alto, il quale tratta il tema dell'immigrazione che viene paragonato ad un tuffo dal palco durante un concerto. Insieme al singolo viene pubblicato su YouTube un lyric video.
In concomitanza con l'uscita di Le Mani In Alto, vengono svelate le prime date di aprile del Déjà-Tour, il tour promozionale dell'album. I Punkreas suoneranno a Milano, Cesena, Marghera, Firenze e Roma.
Il 23 marzo 2023 viene pubblicato il video del pezzo Battaglia Persa sui social della band, mentre il 28 dello stesso mese viene reso disponibile per il download digitale e lo streaming il secondo singolo Tempi Distorti, accompagnato da un video su YouTube. Il 30 giugno esce su YouTube un video musicale per Dai dai dai (die die die).

## Tracce
1. Le Mani In Alto – 3:22
2. Dai Dai Dai (Die Die Die) (feat. Giancane) – 2:52
3. Non C'è Più Tempo – 3:06
4. Battaglia Persa – 2:38
5. Tempi Distorti – 4:18
6. Déjà-Vu – 3:33
7. I Signori Della Guerra – 3:13
8. Disagio (feat. Raphael) – 3:46
9. Giorno Perfetto – 3:18
10. Uomo Medioevo – 2:46
11. Il Prossimo Show (Electric Version) – 2:37

Tracce aggiuntive nella versione Reloaded
1. Ciao ciao – 2:21
2. In Italy – 2:47

## Singoli
- Le Mani In Alto (2023)
- Tempi Distorti (2023)

## Formazione
- Cippa – voce
- Noyse – chitarra
- Endriu – chitarra
- Paletta – basso
- Gagno – batteria